# Eupithecia leucographata
Eupithecia leucographata är en fjärilsart som beskrevs av W. Warren 1906. Eupithecia leucographata ingår i släktet Eupithecia och familjen mätare. Inga underarter finns listade i Catalogue of Life.